# Ohna
Ohna (lat. Ochna), rod listopadnog i vazdazelenog grmlja i drveća iz porodice ohnovki (Ochnaceae). Postoji oko 70 vrsta koje rastu po Africi i južnoj i jugoistočnoj Aziji.
Najpoznatija u rodu je Mikimaus biljka, uresni, vazdazeleni grm.

## Vrste
1. Ochna afzelii R. Br. ex Oliv.
2. Ochna afzelioides N. Robson
3. Ochna andravinensis Baill.
4. Ochna angustata N. Robson
5. Ochna apetala Verdc.
6. Ochna arborea Burch. ex DC.
7. Ochna arenaria De Wild. & T. Durand
8. Ochna atropurpurea DC.
9. Ochna barbertonensis T. Shah
10. Ochna barbosae N. Robson
11. Ochna baronii (Tiegh.) Callm. & Phillipson
12. Ochna beirensis N. Robson
13. Ochna bracteosa Robyns & Lawalrée
14. Ochna calodendron Gilg & Mildbr.
15. Ochna cambodiana (Pierre ex Tiegh.) comb. ined.
16. Ochna ciliata Lam.
17. Ochna cinnabarina Engl. & Gilg
18. Ochna comorensis Baill.
19. Ochna confusa Burtt Davy & Greenway
20. Ochna cyanophylla N. Robson
21. Ochna dolicharthros F. M. Crawford & I. Darbysh.
22. Ochna emarginata (Tiegh.) comb. ined.
23. Ochna gamblei King ex Brandis
24. Ochna gambleoides N. Robson
25. Ochna gamostigmata du Toit
26. Ochna glauca Verd.
27. Ochna hackarsii Robyns & Lawalrée
28. Ochna hiernii (Tiegh.) Exell
29. Ochna holstii Engl.
30. Ochna holtzii Gilg
31. Ochna inermis (Forssk.) Schweinf.
32. Ochna insculpta Sleumer
33. Ochna integerrima (Lour.) Merr.
34. Ochna jabotapita L.
35. Ochna katangensis De Wild.
36. Ochna kibbiensis Hutch. & Dalziel
37. Ochna kirkii Oliv.
38. Ochna lanceolata Spreng.
39. Ochna latisepala (Tiegh.) Bamps
40. Ochna leptoclada Oliv.
41. Ochna leucophloeos Hochst. ex A. Rich.
42. Ochna louvelii (H. Perrier) Callm. & Phillipson
43. Ochna macrantha Baker
44. Ochna macrocalyx Oliv.
45. Ochna madagascariensis DC.
46. Ochna maguirei K. Balkwill
47. Ochna manikensis De Wild.
48. Ochna mauritiana Lam.
49. Ochna membranacea Oliv.
50. Ochna micrantha Schweinf. & Gilg ex Gilg
51. Ochna multiflora DC.
52. Ochna natalitia (Meisn.) Walp.
53. Ochna obtusata DC.
54. Ochna ovata F. Hoffm.
55. Ochna oxyphylla N. Robson
56. Ochna pervilleana Baill.
57. Ochna polyarthra Verdc.
58. Ochna polycarpa Baker
59. Ochna polyneura Gilg
60. Ochna pretoriensis Phillips
61. Ochna puberula N. Robson
62. Ochna pulchra Hook.
63. Ochna pumila Buch.-Ham. ex DC.
64. Ochna pygmaea Hiern
65. Ochna rhizomatosa (Tiegh.) Keay
66. Ochna richardsiae N. Robson
67. Ochna rovumensis Gilg
68. Ochna sambiranensis Callm. & Phillipson
69. Ochna schweinfurthiana F. Hoffm.
70. Ochna serrulata (Hochst.) Walp.
71. Ochna staudtii Gilg
72. Ochna stolzii Gilg
73. Ochna thomasiana Engl. & Gilg ex Gilg
74. Ochna thouvenotii (H. Perrier) Callm. & Phillipson